# Bee Gees
A Bee Gees angol popegyüttes, melyet három fivér, Barry Gibb, Robin Gibb és Maurice Gibb alapított. 45 éves pályafutásuk alatt a Gibb fivérek 19 dala vezette a slágerlistákat, egyetlenek a The Beatles mellett, akiknek egy időben öt daluk is szerepelt az USA TOP 10-ben (1978. március 4-én: Love Is Thicker Than Water (1.) – Andy Gibb, Stayin' Alive (2.), Emotion (4.) – Samantha Sang, Night Fever (5.) és a How Deep Is Your Love (10.)). Többször nyertek Grammy-díjat, albumaikból több mint 120 millió példányt adtak el a világ országaiban, kislemezeikkel együtt közel 200 millió példányban vásárolták meg lemezeiket, ezáltal minden idők egyik legsikeresebb zenei formációja.
7 Grammy-díjjal, ezen kívül 8 Grammy-díj jelöléssel rendelkeztek. Megkapták az életműdíjat, tagjai lettek a Rock and Roll Hall of Fame-nek, Barry Gibb pedig a Songwriters Hall of Fame-nek. Nemcsak zenészként, hanem zenei producerként is jelentős díjakat kaptak.
A Gibb fivérek több mint 1000 dalt írtak, dalaikat olyan világhírességek játszották, énekelték, mint Elvis Presley, Janis Joplin, Bonnie Tyler, Barbra Streisand, Diana Ross, Samantha Sang, Dionne Warwick, Céline Dion, Kenny Rogers, Dolly Parton és Cliff Richard.
A zenéjükre elsősorban a The Beatles, a The Everly Brothers, Buddy Holly és a Mills Brothers gyakorolt hatást. A disco-korszak sok meghatározó dala is a nevükhöz fűződik.

## A Gibb család tagjai
- Hugh Leslie Gibb (1916. január 15. – 1992. március 6., az édesapa, zenész)
- Barbara May (1920. november 17. – 2016. augusztus 12.,[1] háztartásbeli, az édesanya)
- és a gyerekek: Lesley Barbara Gibb (1945. január 12.)
- Barry Allan Crompton Gibb (1946. szeptember 1.)
- Robin Hugh Gibb (1949. december 22. – 2012. május 20.)
- Maurice Ernest Gibb (1949. december 22. – 2003. január 12.)
- Andrew Roy Gibb (1958. március 5. – 1988. március 10.)

## A Bee Gees együttes története
A Gibb család gyökerei Manchesterbe nyúlnak vissza: itt született Hugh Gibb és Barbara May Pass, itt is házasodtak össze 1944. május 27-én, valamint itt született meg az első Gibb gyerek, Lesley 1945. január 12-én.
Nem sokkal Lesley megszületése után a család elköltözött Man szigetére, Douglasbe, ahol a papa nyaranta szállodákban játszott zenekarával, télen pedig egyéb munkákkal tartotta el családját. Man szigeten született meg Barry 1946. szeptember 1-jén 8 óra 45 perckor, valamint az ikrek, Robin és Maurice 1949. december 22-én (3 óra 15 perckor, illetve 3 óra 50 perckor), mindhárman a Jane Crookall Maternity Home-ban.

### Az első lemezig
A rockzene első igazi hatása Barryt érte, amikor hatéves korában először látta Mary Lloyd rockzenei műsorát a TV-ben. Hamarosan a rockzene szerelmese lett, arról ábrándozott, hogy gitározni fog, popzenész lesz.
A Gibb család 1955 januárjában költözött vissza Manchesterbe, a Keppel Roadra, a város Chorlton-Cum-Hardy kerületébe. A család nagy szegénységben élt, a gyerekek az utcán csavarogtak, s gyakran kerültek összetűzésbe a rendőrséggel.
1956-ban a három fivér, Barry, Robin és Maurice saját szórakoztatásukra kezdtek vokálban énekelni. 1957. szeptember 1-jén Barry születésnapjára megkapta élete első gitárját. Nemsokára már saját dalokat írt, testvéreivel képzeletben zenekart alapított, melyet „Rattlesnakes”-nek neveztek („csörgőkígyók”). Még ugyanebben az évben, december 28-án a három Gibb fivér és két barátja, Paul Frost és Kenny Horrocks közönség előtt lépett fel a helyi Gaumont moziban „Rattelsnakes” néven, ahová két film vetítése közötti éneklésre hívták meg őket. (Paul Anka „I Love You, Baby” számát kellett playback-ről énekelniük, azonban Robin vagy Maurice kiesett szerepköréből, így saját hangon is énekeltek). Ezután a három fivér és két barátja többször is fellépett közönség előtt, Barry ritmusgitározott, a három testvér és két barátjuk énekelt. A zenekart egyszer „Rattlesnakes”-nek, máskor „Wee Johnny Hayes”-nek vagy „Blue Cats”-nek nevezték.
A legfiatalabb testvér, Andrew Roy Gibb 1958. március 5-én született a Stretford Memorial kórházban, Manchesterben.
1958 májusában a két barát, Paul Frost és Kenny Horrocks kilépett az együttesből.
1958 augusztusában a Gibb család az új élet reményében felkerekedett, és felszállt egy Ausztráliába induló hajóra. A tengeri utazás 5 hétig tartott, érintették Afrikát, Egyiptomot, Srí Lankát. A hosszú, unalmas úton Barry és testvérei énekléssel szórakoztatták az utasokat és a személyzetet (ekkor „Barry and The Twins”-nek nevezték magukat). 1958. szeptember 1-jén, Barry születésnapján érkeztek meg Ausztráliába, majd Brisbane-ben telepedtek le. Lakásuk a Redcliff Peninsulában volt. Hugh Gibb egyéb munkával tartotta fenn családját.
1959 elején a fiúk egy lokálban (Redcliffe Speedway) kezdtek el énekelni, így kerestek pénzt. Itt figyelt fel rájuk a lokál tulajdonosa, Bill Goode, aki beajánlotta őket a brisbane-i rádiós-lemezlovas barátjának, Bill Gates-nek. Bill odautazott és meghallgatta a fiúkat, érdeklődéssel hallgatta Barry számait. Barrytól kapott egy magnószalagot, melyen hat Barry Gibb-szám volt, és ezeket 1959 közepén leadta a rádióban. (A zenekart B.G.'s néven konferálta be, ami lehetett Barry Gibb monogramja vagy magáé a lemezlovasé, esetleg a Brothers Gibb rövidítése is.)
1960 márciusában a testvérek először léptek fel a helyi televízióban, utána rendszeresen énekeltek populáris dalokat különböző rendezvényeken. 1960. december 26-án a Sydney-i Rialto Színházban léptek fel. Ebben az időszakban édesapjuk, Hugh menedzselte a fiúkat, valamint több alkalommal dobolt a fellépéseiken is. 1961 szeptemberében Barry befejezte iskolai tanulmányait, a Gibb család pedig a Cribb-szigetre költözött, nem messze Brisbane repülőterétől. Több helyen is laktak Brisbane környékén, majd az 50 mérföldre levő Surfers Paradise-ra költöztek. A B.G.'s az „Aranypart” szállodáiban és klubjaiban lépett fel (esténként a szállásuktól 20 mérföldre lévő Coolangattában, a Grand Hotelben és a Beahcomber Hotelben). Édesapjuk a zenekart az akkor igen népszerű Mill Brothers énekegyüttesre formázta át, időszerű rock slágereket adtak elő, például The Everly Brothers-dalokat. Barry ebben az évben szerződést írt alá a „Belinda Music”-kel zeneszerzésre.
1962 szeptemberében Col Joye, egy akkor Ausztráliában élő, és ott híres popsztár, valamint bátyja és menedzsere, Kevin Jacobsen a Surfers Paradise-on tartózkodott. Barry átadott nekik egy magnószalagot, melyen többek között a „Let Me Love You” és a „Starlight of Love” című szám is rajta volt (a többi nem ismert). Kevin fantáziát látott a B.G.'s együttesben és elvitte őket Sydneybe, a Festival Recordshoz, hogy lemezkiadási szerződést kössenek.
A korszak dalai:
- Hopscotch Polka (1958) szerző: Barry Gibb, nem rögzítették szalagra, az akkori barátai emlékeztek erre a névre.
- Turtle Dove (1957) szerző: Barry Gibb, nem kiadott szám, Barry Gibb emlékezett a címre, de a dallamára már nem.
- The Echo of Your Voice (1958) szerző: Barry Gibb, nem kiadott szám, az 1959-ben Bill Gates-nek átadott szalagon szerepelt.
- Twenty Miles to Blueland (1958) szerző: Barry Gibb, nem kiadott szám, az 1959-ben Bill Gates-nek átadott szalagon szerepelt, a This Is Your Life TV Showban (1991) hangzott el, valamint megjelent több válogatáslemezen is ( From The Gibb Files, Lost & Found II, From The Bee Gees Archives Vol2)
- Let Me Love You (1959) szerző: Barry Gibb, nem kiadott szám, az 1959-es Bill Gates-szalagon, valamint az 1962-ben a Col Joynak átadott szalagon szerepelt. Megjelent Tommy Steel kislemezén és előadásában 1965-ben. Barry, Robin és Maurice Gibb 1991-ben, egy rádióban énekelte el. Később válogatáslemezeken is megjelent.( The Bee Gees Unleashed, Lost & Found)
- (Underneath The) Starlight of Love (1959) szerző: Barry Gibb, Col Joy előadásában 1963-ban kislemezen jelent meg, az 1959-es Bill Gates-szalagon, valamint az 1962-ben a Col Joynak átadott szalagon szerepelt. Később egy válogatáslemezen is megjelent (Assault the Vaults).
- Time Is Passing By (1960), szerző: Barry Gibb, nem kiadott szám, később egy ausztráliai TV-showban adta elő a Bee Gees, valamint megjelent a Guilty Pleasures Demos lemezen.

### Ausztráliai korszak

#### Indulás
A Bee Gees együttes 1963-tól kezdődően szerződést kötött a Festival Records lemezkiadóval, a család emiatt 1963 januárjában Sydney-be költözött, a fivérek pedig stúdióba vonultak, és február folyamán rögzítették a The Battle of the Blue and the Grey / The Three Kisses of Love című számokat, Barry szerzeményeit. A lemez producere Cole Joye volt, együttese, a Joy Boys játszott dobon és basszusgitáron, a Gibb fivérek pedig énekeltek. A lemez hangmérnöke Robert Iradle volt. A kislemez 1963. március 22-én jelent meg „Leedon” címke alatt Ausztráliában (a lemezeken levő dalokat rögzítésük előtt a testvérek már előadták a televízióban és rádióban).
A Timber! / Take Hold of That Star kislemezük 1963 augusztusában jelent meg (szintén Barry Gibb dalai). A testvérek énekeltek, Barry Gibb ritmusgitározott. A lemezfelvételek mellett a testvérek közreműködtek a Festival Records–szal leszerződött énekesek, együttesek felvételeinél háttérénekesként. (Judy Stone, Johnny Devlin and his Devils)
A következő években Kevin bemutatta a The Bee Gees együttest szinte mindenhol. Hotelekben, klubokban léptek fel Sydney körzetében, a nevük ismertté vált Ausztráliában. Saját számok mellett más előadók számai is szerepelt repertoárjukban, többek között Chubby Checker és Johnny O'Keefe számai.

#### A Beatles együttes hatása
1964 a Bee Gees zenekar számára Ausztráliában a megismertetés éve volt, idejük nagy részét turnék tették ki.
Mint egy forgószél, úgy robbant be az ausztrál popzenei életbe is a The Beatles hatása, megváltoztatva a zenei gondolkodást. Mindenki olyan típusú dalokat akart énekelni, játszani, mint a Beatles, Barry is hatása alá került. Kísérletezni kezdett, kiterjesztette a zenei világát. De ebben az évben mégis inkább más előadók lemezein szerepeltek a fiúk.
Összesen három kislemezük jelent meg: a "Peace of Mind / Don’t Say Goodbye", 1964 márciusában, az első olyan lemezük, ahol közvetlen hatása érződik a The Beatles együttes zenéjének, majd 1964. augusztus 17-én a Claustrophobia / Could It Be kislemezük. A harmadik kislemez a Turn Around, Look at Me / Theme from ‘The Travels of Jaimie McPheeters’ (Ausztrália, (1964. október 12.) volt. Az első számot Jerry Capehart szerezte és Glen Campbell dalának feldolgozása, a második a Jerry Winn, Leigh Harline szerzőpáros dala, a The Osmond Brothers dalának feldolgozása. Ez volt az első olyan lemez, amelyen nem saját, hanem idegen szerzők műveit jelentették meg a Bee Gees név alatt.
1965-ben a Bee Gees életében komoly és döntő változás állt be: Bill Shepherd lett a producerük, majd megváltak egymástól, először kerültek fel egy számmal a Top20-ba, valamint megjelent első LP-jük is. A leglényegesebb változás az együttes életében, hogy Maurice és Robin is elkezdett dalokat írni, valamint énekesként már nemcsak a vokálban hallatszott hangjuk, hanem fronténekesként is bemutatkoztak.
1965 elején Robert Iradle, addigi zeneszerkesztőjük és producerük elhagyta a Festival Recordot, így hivatalos producer nélkül maradtak. Az ebben évben megjelent első kislemezük már így készült. Ezen a lemezen jelent meg Arthur Alexander száma az A oldalon (Every Day I Have to Cry).
A Festival Records-nál a Bee Gees együttes Robert Iradle távozása után Bill Shepherdhez került. Az angol Bill Shepherd, Ausztráliában dolgozott ebben az évben, mint karmester és rendező, nem szeretett más művészekkel dolgozni, mint rendező. Bill vissza akart térni a popzenei világba, mint Shepherd and His Flock (az utolsó LP-je 1959-ben jelent meg). Producersége alatt Bill rengeteg tanácsot adott a fiúknak.
1965 augusztusában vették fel, és szeptemberben jelent meg a „Wine and Women / Follow the Wind” kislemezük, amelynek egyik dala, a „Wine and Women” az ausztráliai Top 20-ba került. Ezen a lemezen énekelt először Robin szólóénekesként Barryvel, itt kezdett kialakulni a jellegzetes Bee Gees hangzás is.
A Festival vezetősége azonban úgy látta, hogy ennél többre nem lesznek képesek, ezért szerződést bontott a fiúkkal. A Bee Gees így producer és kiadó nélkül maradt.
A Festival Records kiadóval való együttműködésüket, mintegy összefoglalva az 1959-1965 közötti időszakot, a „The Bee Gees Sing and Play 14 Barry Gibb Songs” nagylemezük zárta le. A lemez producere Bill Shepherd volt, 1965 novemberében jelent meg, átütő sikert nem aratva. Ezen a lemezen a 14 számból 9 már megjelent korábban, csak 5 új felvétel szerepel Barry dalaiból.
Az 1966-os év a Bee Gees-hangzás kiteljesedésének éve volt, ami aztán 1967-től a világhír felé repítette őket. Az 1966-os évet még a Leedon lemezkiadóval kezdték a „Cherry Red / I Want Home” kislemezzel 1966 márciusában. Lemezük, bár a Festival Record új, 4 sávos felvevőkkel is rendelkező stúdiójában lett felvéve, mégis mono felvétel lett. A felvételek minősége nem volt jó, így először pályafutásuk alatt a Bee Gees-nek kellett az utómunkálatokat is elvégeznie. Ezek után határozták el, hogy szakítanak a Leedonnal. Március végén Barry megkereste Nat Kipnert, aki a Spin kiadót ajánlotta nekik. Nat Kipner amerikai volt, aki áttelepült Ausztráliába, producerként dolgozott zenei show-k, TV műsorok és lemezkiadások területén, zeneszerző volt és több zenei tartalmú újság publicistája. Nat szerette volna, hogy Barry mellett Maurice és Robin is a stúdió részére dalokat írjon, Robint ez nem érdekelte, Maurice azonban boldogan elfogadta az ajánlatot.
Az igazi Bee Gees hang kialakulása is akkor kezdődött, amikor Nat Kipner meghívta őket Ossie Byrne stúdiójába, a St. Clair stúdióba, Hurtsvillebe, Sydney külvárosába. Ez a stúdió egy kis stúdió volt, egy-két felvevőmagnóval, ugyanakkor a kor legmodernebb technikai felszereltségével rendelkezett, a hangmérnökei is kiválóak voltak. A Bee Gees lemezeinek hangzásvilága is nagyságrendekkel lett jobb, mint előtte volt. A producerük Nat Kipner lett, akinek kapcsolatai révén nemcsak az ausztrál, hanem a nemzetközi világban is lehetőséget teremtett arra, hogy a Bee Geest megismerjék.
„Spicks and Specks” nagylemezük 1966 májusában már a Spin kiadóval jelent meg, és a St. Clair stúdióban lett rögzítve. Ezen a lemezen Barry Gibb mellett Robin és Maurice zeneszerzőként is bemutatkozott. A lemez eredetileg a „Monday’s Rain” nevet viselte (az első számról), de a „Spicks and Specks” szám kislemez megjelenése és sikere után a címet megváltoztatták, valamint a később nyomtatott lemezeken a két szám lemezen elfoglalt helye is felcserélődött. A „Spicks and Specks” lemez meghozta számukra a sikert nemzetközi szinten is.
A nagylemez mellett kislemezeiket is kiadta a Spin:
- Monday’s Rain / Playdown
- Monday’s Rain / All of My Life
- Spicks and Specks / I Am The World.

1966. november 25-én Hugh Gibb a nagylemezt és más számok demo változatát (Gilbert Green, Deeply, Deeply Me, Mrs. Gillespie's Refrigerator), elküldte Brian Epsteinnek, a The Beatles menedzserének, aki az érdekeltségébe tartozó NEMS-ben (Northern England Music Stores) lejátszotta, ezek után a Bee Gees-szel Robert Stigwood igazgató felvette a kapcsolatot. (A „Spicks and Specks” ekkor az ausztrál Sydney-i listán a harmadik helyet foglalta el).

### Úton a világhírnév felé
1967 végleg meghozta a Bee Gees együttes számára a világsikert. Felgyorsultak az események és Barry is tele volt alkotó energiával.
1967. január 3-án a Gibb család elutazott a Fair Sky hajójával Angliába nővérük, Leslie meghívására, aki férjével élt ott, ahonnan 1967. február 6-án tértek vissza.
1967. február 24-én leszerződtek Robert Stigwooddal és a Polydorral 5 éves időtartamra. Mivel ismeretlenek voltak, a Polydor vezetője, Ronald Rennie először 1967. március 4-én megjelentette a „Spicks and Specks / I Am The World” kislemezt együttműködve a Festival Records-szal. Ez volt a Bee Gees első bemutatkozása Európában.
1967. március 7-én a Bee Gees stúdióba vonult, hogy elkezdje a „First” nagylemezük felvételeit.
Colin Petersen és Vince Melouney, mindketten ausztrálok, a Bee Gees együttes tagjai lettek. Colin a Kipner csapat tagja volt, és már játszott korábban, az 1966-os évben a Bee Gees együttes stúdiófelvételein, Vince pedig korábban az egyik neves ausztrál csapat szólógitárosa volt.
A Polydor, nem csak Angliában és Európában adta ki a lemezeket, hanem a világ minden részén, Amerikában az Atlanticon keresztül, így a Bee Gees számára a világ megnyílt.
Robert Stigwood nemcsak a menedzsere lett a Bee Geesnek, hanem publikálta is tevékenységüket, elsimította a tagok közötti konfliktusokat. Később önálló kiadót alapított, ahová a Bee Gees is követte.
1967 márciusában Londonban turnéztak, ez alatt az idő alatt a Polydor a Festival Recordsszal együttműködve megjelentett egy albumot velük, melyen új szám nem szerepelt („Turn Around, Look at Us”). A „New York Mining Disaster 1941 / Close Another Door” kislemezük április 14-én jelent meg Angliában (az amerikai megjelenés csak május 27-én volt), őket pedig úgy harangozták be, hogy „a legtehetségesebbek a Beatles óta”), májusban a „New York Mining Disaster 1941” az angol slágerlistára került. 1967 júniusában újabb kislemezen jelent meg a „To Love Somebody / I Can't See Nobody” számuk, július 14-én pedig a „Bee Gees First” című albumuk, az első angliai albumuk (amerikai megjelenése augusztus 8-án volt). Július 17-én már második albumuk felvételeire vonultak stúdióba. Európai turné következett rádiókban, televíziókban szerepeltek, Angliában sikeresek lettek. 1967. szeptember 19-én jelent meg kislemezen a „Massachusetts” az angol piacon (október 14-én pedig már a slágerlista élére ugrott).
1967. szeptember 30-án jelent meg az USA-ban a „Holiday / Every Christian Lion Hearted Man Will Show You” kislemezük, majd november 11-én a „Massachusetts” is bemutatkozott az Amerikában, megjelenése után nem sokkal már a Top20-ba került. Decemberben Angliában megjelent a „World / Sir Geoffrey Saved The World” kislemezük, ami hamarosan a slágerlistára került.
Az 1968-as évben a Bee Gees együttes egymás után adta ki a slágerlistás számaikat, valamint koncerteztek a világ számos országában. 1968. januárban először turnéztak az USA-ban, február 10-én megjelent a második albumuk Angliában a „Horizontal”. Ez az album zenei szempontból az elsőnek a folytatása, a lemezen olyan számokkal, mint a „Massachusetts”, „World”, a „Harry Braff”, „Horizontal”, melyek mindegyike slágerlistára került nemcsak Angliában, hanem a világ számos országában is. Márciustól folyamatos koncertek következtek, németországi turnén vettek részt, március 17-én bemutatkoztak az egyik legnépszerűbb amerikai pop-show-ban, az „Ed Sullivan Show”-ban is, majd újabb angliai koncertek (London, Manchester és egyéb városok) következtek a rádiós és televíziós fellépések mellett, végül felléptek Belfastban is.
Megjelent kislemezen a „Jumbo”, a „Words”, „I’ve Gotta Get a Message To You”, (1968. szeptemberben Angliában Number One) és az „I Started a Joke” című daluk.
A turnék idegileg is kifárasztották a tagokat, Robin Gibb 1968. július 27-én, az amerikai turnén idegkimerültséget kapott. 1968-ban a Polydor megjelentette hatodik albumukat „Rare, Precious & Beautiful” címmel. Az „Idea” című albumuk szeptemberben jelent meg, rajta az „I Started a Joke”, „I've Gotta Get a Message To You”, a „Kitty Can”, „Indian Gin and Whisky Dry” számokkal. Novemberben jelent meg a Rare, Precious & Beautiful 2 című válogatáslemez. 1968. december 1-jén vették fel az IBC stúdióban, Londonban a „Silent Night” című Joseph Mohr, Franz Gruber dal feldolgozását, valamint Felix Mendelssohn és Charles Wesley szerzeményének feldolgozását, a „Hark! The Herald Angels Sing!”-et. (a két szám a 2006-ban kiadott válogatáslemezen is megjelent.

### Együtt és önállóan
1969-ben újabb változások következtek be a Bee Gees életében: Vince Melouney kilépett az együttesből, és Robin Gibb önálló, szólókarrierbe kezdett. Hamarosan Colin Petersen is kilépett az együttesből, így a Bee Gees tagjaként csupán Barry és Maurice maradt meg. Maurice az év végén szintén szólókarrierbe kezdett. Március 19-én Robin hivatalosan is bejelentette, hogy kivált a Bee Gees-ből. 1969. február 22-én jelent meg az „Odessa” című albumuk (melyet még Robinnal rögzítettek 1968-ban), átütő sikert nem aratva. Barry és Maurice a Bee Gees tagja maradt, augusztus 11-én stúdióba vonultak, és elkezdték a „Cucumber Castle” lemez felvételeit rögzíteni. A Polydor még megjelentett ebben az évben két válogatáslemezt tőlük („Rare, Precious & Beautiful 3” februárban és a „Best of Bee Gees” júniusban).
Robert Stigwood szorgalmazta a Barry és Robin közötti ellentétek elsimítását, de eredménytelenül. Robin a megszokott úton haladt, és szólókarrierje is sikeresnek látszott, míg Barry új irányzatokkal próbálkozott. 1970-ben Maurice („The Loner”) és Barry is („The Kid's No Good") szólóalbumot készített, azonban ezek a lemezek nem jelentek meg. Bee Gees néven egy lemezük, a „Cucumber Castle” című album jelent meg, ami egy azonos című BBC-s Tv film zenéje volt (bemutatója 1970. január 6.), az egyetlen olyan album, ahol a Bee Gees neve alatt csak két Gibb fivér, Barry és Maurice szerepelt. Úgy nézett ki, hogy a Bee Gees befejezte pályafutását, és a tagok ezentúl önállóan fognak szerepelni. 1970 augusztusában a három Bee Gees tag elhatározta, hogy újra közös albumot fognak megjelentetni. Eddig az időpontig Maurice és Robin rendszeresen együtt dolgoztak lemezeiken, a nagy ellentét Barry és Robin között feszült, melyet Robert Stigwood és kiadója próbált elsimítani. Különböző praktikákkal a két testvér között sikerült időleges békét teremteni, a Bee Gees októberben pedig elkezdte stúdióban rögzíteni a „2 Years On” lemezt.
1971. február 12-én már újra együtt léptek fel New York-ban a „2 Years On” lemez anyagával. 1971 a Bee Gees visszatérésének az éve, két lemezt adtak ki: „Melody” filmzenét (június 10-én jelent meg), és a „Trafalgar” című albumukat. Utóbbi első száma, a „How Can You Mend a Broken Heart” már kislemezként is az USA Billboard listájának első helyére ugrott.
Az 1972-es évet a Robert Stigwooddal való utolsó munka jellemzi. (To Whom it May Concern című albumuk). Ebben az évben felléptek Hongkongban, Tokióban, Indonézia területén, és Los Angelesben). 1972 közepén a Bee Gees az USA-ba ment, és két albumot is rögzített, amik 1973-ban jelentek meg RSO címke alatt. A „Life in a Tin Can” az első olyan album, melynek önállóan a Bee Gees együttes volt a producere, (március 1-jén jelent meg). Az együttes kísérletezése érhető tetten egy új stílus kialakítására, még mielőtt a disco korszaki karrierjük el nem kezdődött. 1973. március 5-én a lemez zeneanyagát koncerten New Yorkban, június 24-én a londoni Palladiumban, és szeptemberben pedig Tokióban mutatták be.
A második egy válogatáslemez volt, „Best of Bee Gees Vol 2” címen, az 1970-es évek legsikeresebb számaival Alive, How Can You Mend A Broken Heart, I.O.I.O., Don't Forget To Remember) Ebben az évben rögzítték egy nagylemez anyagát, „A Kick in the Head is Worth Eight in the Pants” címmel. Augusztus 25-én a Billboard magazin közölte egy Bee Gees riportban, hogy az album nem fog megjelenni.
1974-ben a Bee Gees életében a további útkeresés időszaka, még mielőtt a disco-korszakban újra felragyogna csillaguk. Egy angliai turnéval kezdődött az évük, majd megjelentetik a „Mr Natural” című nagylemezüket. Az Atlantic kiadó vezetőinek javaslatára Rober Stigwood a Bee Gees-t Arif Mardin producerhez és rendezőhöz irányította, aki megpróbálta kiterjeszteni a zenei stílusukat. Arif a zeneszámok közé sok instrumentális elemet is beépített. A lemez nem aratott átütő sikert. A csapat dalai ekkor sem Angliában, sem Európában, sem az USA-ban nem szerepeltek a slágerlistákon. A lemez csak Ausztráliában, Új-Zélandon és Japánban volt kedvelt. 1974. Nyáron szülőhelyükön, Man-szigeten turnéztak, kis és még kisebb helyeken, augusztusban pedig Kanadában.

### A disco korszaktól a nyolcvanas évek végéig
1975 és 1979 közötti időszak a Bee Gees életében a disco időszakot jelenti, mely a 60-as évek közepétől elindult sikert is felülmúlta az együttes életében.
Az együttes 1975 elején Miami Beach-be költözött, és elkezdett dolgozni a „Main Course” nagylemez felvételein, az Atlantic kiadóval és Arif Mardinnal. A három Gibb fivér lakást vásárolt, valamint később egy stúdiót is Miamiban. Ebben az időszakban Karl Richardson volt a zenei szerkesztőjük. 1975. január 6-án kezdték meg a Main Course lemez felvételeit, májusban amerikai turnén vettek részt (Ohio). Május 31-én jelent meg a „Jive Talkin” számuk, július 26-án már a kanadai, augusztus 9-én pedig az USA slágerlistáinak vezetője lett, év végére pedig a nagylemez is aranylemez lett.
Még egy lemez jelent meg, ami a Bee Gees diszkográfia része, de valójában nem ők a főszereplői, az „All This and World War II” albumot, mely az azonos című film zenéje (Paul McCartney és John Lennon dalaival).
1976 első felében vették fel a „Children of the World” című albumukat, mely szeptember 1-jén jelent meg először az amerikai, majd más országok piacain. A lemez sikeres lett: szeptember 20-án a USA-ban aranylemez, december 23-án pedig platinalemez lett. A „Children of the World” egy igazi disco zene, a jellegzetes Bee Gees hangzással. A fődal a „You should be dancing” a disco korszak egyik meghatározó száma lett.
Decemberben amerikai nagyvárosokban adtak koncerteket (Omaha, New York, Los Angeles). Ebben az évben az RSO kiadó adta ki lemezeiket Amerikában az Atlantic helyett. Zenei szerkesztőjük továbbra is Karl Richardson volt, aki ekkor már nem volt az Atlantic alkalmazottja. Ekkor alakult ki a következő évek siker-producer csapata, a Gibb fivérek, Arif Mardin és Albhy Galuten alkotta közösség.
1977 elején, áprilisban amerikai koncerten vettek részt (St. Louis), majd 1977. június 4-én megjelent a „Here at Last” albumuk, egy koncertfelvétel, melyen a Bee Gees a legsikeresebb dalai (Massachusetts-től a Jive Talkin’-ig) szerepeltek, új számot nem tartalmazott. Június 24-én már aranylemez, november 22-én már platinalemez lett. December 10-én a kislemezen kiadott „Stayin Alive” és a „How deep is your love” Kanadában slágerlista-vezető lett, a Saturday Night Fever nagylemez Amerikában csak december 16-án jelent meg. Ez a lemez lett a Bee Gees legsikeresebb lemeze.
1978. január 3-án már platinalemez lett. Díjak sokasága, szinte nem volt hónap, amikor valamelyik szám ne lett volna aranylemezes, platinalemezes, vagy ne adtak volna hírt arról, hogy valamelyik szám a slágerlistát vezette. (Február 25.: négy Gibb dal a kanadai Top 5-ben: Stayin Alive (1.), Emotion (2,), Love Is Thicker Than Water (3.) és a Night Fever (4.), március 4-én öt Gibb dal az USA Top10 -ben: Love Is Thicker Than Water (1.), Stayin' Alive (2.), Emotion (4.), Night Fever (5.) és a How Deep Is Your Love (10.)) Május 16-án a Biztonsági Tanács ülésén a Bee Gees megállapodott David Forsttal egy jótékonysági koncert megtartásában, „Music for UNICEF” címmel. Július 18-án mutatkozott be először a Sgt Pepper's Los Angelesben: a legendás The Beatles slágerekre épülő film zenéje. A filmben felhangzó dalokban a Gibb fivérek is szerepeltek, és adtak elő The Beatles dalokat. Mellettük olyan előadók énekelték el a The Beatles számait, mint Steve Martin, az Earth Wind and Fire, Sandy Farina, az Aerosmith, Peter Frampton, és Billy Preston. A film producere George Martin volt. 1978. december 23-án az év megkoronázására a Bee Gees és Andy Gibb öt Billboard Music díjat is elkönyvelhetett.
1979. január 1-jén a Bee Gees 4 Grammy-díjat kapott 1978-as produkciójukért.
Január 10-én részt vettek a „Music for UNICEF” koncerten, mely Gyermekek Nemzetközi Évének keretében lett megrendezve (többek között Andy Gibb, ABBA, John Denver, Kris Kristofferson, Rita Coolidge, Rod Stewart, Olivia Newton-John, Donna Summer és az Earth Wind and Fire társaságában).
Január 12-én csillagot kaptak a Hollywood Walk of Fame-n, január 26-án megjelent a „Spirits Having Flown” albumuk. Ez az album a Bee Gees késő hetvenes évek stílusának utolsó darabja volt olyan számokkal, mint a „Tragedy”. A lemez 4 nap alatt az USA-ban platinalemez lett. Több száma is listavezető volt. („Tragedy”, „Love You Inside Out’”)
1979. május 18-án szüleik, Hugh és Barbara Gibb a 'Dinah Shore Show' (CBS) műsor meghívott vendégei voltak.
Június 28-tól turnézni indultak (a turné neve „Spirits Having Flown tour”). Év végéig tartott a turné, Fort Worth-től Philadelphiáig 26 amerikai nagyvárost érintett.
Rövid pihenő után, melynek során a Bee Gees-t a Fehér Házba is meghívta (szeptember 24.), a turné tovább folytatódott Largótól Miamiig. A turnésorozat október 6-án fejeződött be.
November 10-én a Bee Gees egy válogatásalbumot is megjelentetett, „Bee Gees Greatest” címmel, mely az előző évek sikerdalainak mintegy összefoglalója volt (Jive Talkin'. Night Fever, Tragedy, You Should Be Dancing, Stayin' Alive stb.), mely 3 nap alatt aranylemez lett, a következő év elején pedig platinalemez.
Az év végén jelent meg lemezen a „Music for UNICEF” januári koncert felvétele, melyen egy új Bee Gees dal is elhangzott, (Andy Gibb Olivia Newton-Johnnal később lemezre is énekelte): a „Rest Your Love on Me” szám.

### Szólókarrier
Az 1980-as év jól kezdődött a Gibb fivérek számára, január 12-én a „Bee Gees Greatest” album az első helyet foglalta el az amerikai eladási listákon. A diszkó-korszak lecsengése viszont a Bee Gees karrierjének sem tett jót, 1981-es "Living Eyes" című lemezük bukás volt. A 80-as évek első felében szinte egyáltalán nem lehetett hallani az együttesről, a tagok önálló karrier kiépítésével próbálkoztak. Robin és Barry szólópályára lépett, de így is olyan sikereket alkottak, mint a „Juliet” vagy a „Shine, Shine, Shine”. Emellett továbbra is írtak számokat mások számára, Dionne Warwicknak a „Heartbreaker”-t, Diana Rossnak a „Chain Reaction”-t. 1983-ban a Bee Gees írta a máig legjátszottabb country-számot, ez az „Islands In The Stream”, melyet Dolly Parton és Kenny Rogers vitt sikerre. Barry működött közre Barbra Streisand „Guilty” című albumán („Guilty”, „Woman In Love”). Robin elsősorban Európában ért el szólósikereket, Barry 1984-es lemeze, a "Now Voyager" viszont az MCA kiadó jelentős támogatása (zenészek, stúdió) ellenére sem hozta a várt sikert.

## A visszatérés
A nagy visszatérésre 1987-ben került sor az „E.S.P” c. albummal, rajta a „You Win Again” című kislemezsikerrel. Sokkal jobb volt az 1989-es „One”, amely az együttest a 80-as években először újra a listák élére repítette. A „One” c. album tartalmaz egy másik nagy sikert is, ez a „Wish You Were Here”, mellyel a Gibb-fivérek az 1987-ben elhunyt testvérük, Andy emlékének adóztak. 1989-ben a Bee Gees óriási koncertet adott Dél-Afrikában (Nelson Mandela Tribute), s újra turnéra indult (One For All-Tour), utóbbi VHS-formában is megjelent.
1990-ben két válogatáslemez jelent meg az együttes munkásságából, a Tales from The Brothers Gibb és a The Very Best of The Bee Gees, utóbbi 5 millió eladott példányával az egyik legsikeresebb lemezük.
1991-ben megjelent a „High Civilization” c. albumuk, rajta egy újabb siker, a „Secret Love”. Ezt követte 1993-ban a „Size Isn't Everything” c. megaseller. A „Paying The Price Of Love” c. számhoz készített videóklip révén a BeeGees belépett a számítógépek világába, mivel már a holográfiát is felhasználták, s ezzel különleges színt adtak az egész klipnek. A „Blue Island” a délszláv háború gyermekáldozatainak megsegítésére íródott, a „Decadance” pedig egy régi siker, a „You Should Be Dancing” feldolgozása.
1994-re egy nagyméretű koncertsorozat volt meghirdetve. Bár a jegyeladások rendkívüli sikert jósoltak, a turnét Barry szívműtétje miatt mégis le kellett mondani – először az együttes történetében.
Az újabb "kis visszatérés" 1997 tavaszán sikerült, akkor jelent meg új albumuk, a „Still Waters”. Mind a róla kimásolt "Alone" c. kislemez, mind maga az album az Államokban és Angliában egyaránt a listák élén debütált. Egyesek egy regénynek, egy ember életútjának nevezik, Barry szavaival élve az album három évtized tapasztalatát tartalmazza. „Sokkal valóságosabb zene, sokkal valóságosabb zenészekkel. Az elmúlt harminc év az, ami hatással volt erre az albumra. Minden dalban érezhető egy kis befolyás.”
A „Still Waters” 1979 óta a Bee Gees legtöbb példányban elkelt albuma, számos országban platinalemezzel tüntették ki.
1997 augusztusában az együttes hosszú idő után újra teljes koncertet adott, melyre a Las Vegas-i MGM Grand Arena-ban került sor („One Night Only”). A koncertet az Államokban az HBO közvetítette, az Egyesült Királyságban pedig a BBC eddigi legsikeresebb zenei programja volt.
1997 a „Still Waters” mellett egyébként is nagyon fontos év volt a Bee Gees életében. Megkapták az Életmű-díjat, bekerültek a Zeneszerző Hírességek Csarnokába (Songwriters Hall Of Fame), 1997 májusában pedig beiktatták őket a Rock’n’Roll Hall Of Fame-be is. 1997 novemberében Németországban az ’N Sync tagjai adták át nekik a „Special Bambi” elnevezésű életműdíjat, ebből az alkalomból négy Bee Gees-klasszikust („Too Much Heaven”, „Jive Talkin’”, „How Deep Is Your Love”, Stayin’ Alive”) is előadtak.
Az 1998-2000 közötti időszakban csak egy lemezük jelent meg: 1998. szeptember 19-én, az „One Night Only” című, nemcsak CD-n, hanem DVD-n is. A lemezen szerepel a három Gibb fivér mellett Andy Gibb, Céline Dion, Stephen Gibb, a lemez producere a három Gibb fivér és John Merchant volt. A lemez a korábbi koncertjük vágott és szerkesztett anyaga, a legsikeresebb dalaik élő felvételei (közte a Massachusetts, To Love Somebody, Words, Night Fever / More Than A Woman, Lonely Days, New York Mining Disaster, How Can You Mend A Broken Heart, Heartbreaker, Guilty, Immortality, Tragedy, I Started A Joke, Grease, Stayin' Alive). A megjelent CD- és videolemezre egy koncertturnét szerveztek.
A Bee Gees 1998 augusztusában Dublinban adott koncertet (Dublin Rehearsals '98), mely egyúttal a „One Night Only”-turné kezdete is volt. A koncertkörútról utóbb CD ill. DVD is készült. 1998. szeptember 3-án rögzítették az „An Audience With The Bee Gees” szalagot, majd a Wembley-ből indulva koncertturnén vettek rész 1998-1999 években (Európa, Dél-Afrika, Argentína (Live In Argentina '98), Új-Zéland és Ausztrália területén) („One Night Only”).
1998. november 27-én az „One Night Only” már platinalemez lett.
1999. október 12-én a Man-szigeti Postahivatal Bee Gees bélyeget adott ki.
Az 1999-es évet a Millenniumi Koncerttel zárták (Florida)
A 2001-es év a Bee Gees számára az „utolsó” jelzőt is kaphatná: ekkor léptek fel utoljára hivatalos koncerten (június 17-én a Wango Tango koncerten (USA), ekkor jelent meg utolsó albumuk is április 2-án, ami új számokat is tartalmazott („This Is Where I Came In”). Ezt november 12-én a „Their Greatest Hits: The Record” válogatáslemez követte, ami december 21-én már multi-platinalemez lett. Az év utolsó napján, december 31-én pedig a Bee Gees megkapta a CBE kitüntető címet (Commanders of the British empire).
2003 elején Maurice megbetegedett, kórházba került, és január 12-én meghalt. 2003. január 15-én volt a temetése.
Január 22-én Robin és Barry közösen bejelentették, hogy Maurice halála egyben a Bee Gees együttes végét is jelenti, hiszen a „harmadik tag pótolhatatlan”.
2003. február 23-án a Bee Gees átvette a Grammy-díjat, melyet 2002-ben kapott életművéért.
2004. május 12-én a Bee Geest a Music from Manchester University tiszteletbeli tagjává választották, június 22-én a „Staying Alive”-öt beválasztották minden idők 10 legjobb mozifilmzenéje közé. Ezután Robin is meghalt rákban 2012. május 20-án.

## Hivatalos kiadványok az együttes dalaiból az együttes megszűnése után
2004. november 1-jén jelent meg a „Number Ones” válogatáslemez, 2005. december 5-én a „Love Songs” című válogatáslemezük, 2006-ban pedig egy 3x2 CD lemezes Box-kiadás (The Studio Albums 1967–1968), mely a "Bee Gees First", "Horizontal" és az "Idea" nagylemezeket tartalmazza. (Az első CD-n a stúdióban rögzített sztereó és mono változat található, a második CD-n pedig bónuszként olyan számok, amelyek az adott nagylemezhez íródtak, de előzőleg vagy nem jelentek meg egyáltalán, vagy csak kislemezen és válogatáslemezeken jelentek meg.)

## Lemezeladási statisztika
A Bee Gees együttes megközelítőleg 120 millió lemezpéldányt adott el albumaiból a világon, kislemezekkel együtt több, mint 180 milliót.

### Legnagyobb példányszámban eladott albumok
- Saturday Night Fever (1977) 40 millió példány
- Spirits Having Flown (1979) 21 millió példány
- One Night Only (1998): 5,7 millió példány
- Their Greatest Hits: The Record (2001): 5,5 millió példány
- The Very Best of The Bee Gees (1990): 5 millió példány

### Legnagyobb példányszámban eladott kislemezek
- Stayin Alive / Night Fever / Too Much Heaven (1978): 42,5 millió példány
- Tomorrow Tomorrow (1969): 7 millió példány
- Massachusetts (1967): 5 millió példány
- Saw a New Morning (1973): 3,5 millió példány

## Diszkográfia

### Stúdióalbumok
- 1965 – The Bee Gees Sing and Play 14 Barry Gibb Songs
- 1966 – Spicks and Specks
- 1967 – Bee Gees’ 1st
- 1968 – Horizontal
- 1968 – Idea
- 1969 – Odessa
- 1970 – Cucumber Castle
- 1970 – 2 Years On
- 1971 – Trafalgar
- 1972 – To Whom It May Concern
- 1973 – Life in a Tin Can
- 1974 – Mr. Natural
- 1975 – Main Course
- 1976 – Children of the World
- 1979 – Spirits Having Flown
- 1981 – Living Eyes
- 1987 – E.S.P
- 1989 – One
- 1991 – High Civilization
- 1993 – Size Isn’t Everything
- 1997 – Still Waters
- 2001 – This Is Where I Came In

### Koncertalbumok
- 1977 – Here at Last... Bee Gees... Live
- 1998 – One Night Only

## Grammy-díj

### Kapott Grammy-díj
- 1977: a legjobb zenekar (How Deep Is Your Love)
- 1978: az év albuma (Saturday Night Fever), a legjobb popzenekar, (Bee Gees – Saturday Night Fever), a legjobb hangzás (Staying Alive), valamint Barry Gibb a legjobb producer (Albhy Galutennel és Karl Richardsonnal közösen)
- 1980: a legjobb popzenei duója: Barry Gibb és Barbra Streisand (Guilty)
- 2002: Életműdíj

### További Grammy-díj jelölések
- 1971: A legjobb popzenekar („How Can You Mend a Broken Heart”)
- 1977: az év producere (Barry, Robin & Maurice Gibb, Karl Richardson, Albhy Galuten)
- 1978: az év albuma („Grease”), a legjobb, gyerekeknek szóló lemez (Robin Gibb és mások: „Sesame Street Fever”)
- 1980: Az év lemeze, az év dala (Barbra Streisand és Barry Gibb: „Woman in Love”), Az év albuma (Barbra Streisand és Barry Gibb: „Guilty”)
- 1983: A legeredetibb hangzású album („Staying Alive”)